# Флокхарт, Роб
Роберт Уолтер Флокхарт (англ. Robert Walter Flockhart; 6 февраля 1956, Sicamous, Британская Колумбия — 3 января 2021) — канадский хоккеист, левый нападающий. Выступал в Национальной хоккейной лиге в середине 1970-х — начале 1980-х годов, был игроком таких клубов как «Ванкувер Кэнакс» и «Миннесота Норт Старз», но бо́льшую часть карьеры провёл в небольших командах из второстепенных лиг. Представлял Канаду на молодёжном чемпионате мира 1975 года. Старший брат хоккеиста Рона Флокхарта.

## Биография
Роб Флокхарт родился 6 февраля 1956 года в Смитерсе, Британская Колумбия. Здесь провёл детство и впервые попробовал себя в хоккее.
В 1973 году присоединился к команде «Камлупс Чифс», выступавшей в молодёжной Западной хоккейной лиге. В её составе отыграл три полноценных сезона.
В 1975 году вошёл в состав канадской сборной и выступил на молодёжном чемпионате мира, проходившем в США и Канаде, где вместе с соотечественниками стал серебряным призёром, уступив только сборной СССР. Вышел на лёд в четырёх играх команды и сумел забросить одну шайбу.
На драфте НХЛ 1976 года был выбран под общим 44-м номером клубом «Ванкувер Кэнакс». Провёл хороший сезон в команде «Талса Ойлерс» из Центральной профессиональной хоккейной лиги, набрав 54 очка в 65 играх. В ходе сезона 5 раз призывался на матчи НХЛ в «Ванкувер».
В общей сложности Флокхарт три года провёл в ванкуверской организации, достаточно успешно выступал за команды второстепенных лиг, но в главной лиге закрепиться на смог. Наиболее долгое его пребывание в НХЛ состоялось в сезоне 1977/78 — он выходил на лёд в 24 играх, сделав одну результативную передачу. В следующем сезоне сыграл ещё в 14 матчах НХЛ, забросив свою первую шайбу и добавив в послужной список одну голевую передачу.
В 1979 году покинул «Кэнакс» и подписал контракт с «Миннесота Норт Старз». Хорошо зарекомендовал себя в фарм-клубе «Оклахома Сити Старз», став лидером команды по количеству набранных очков, тогда как в десяти играх НХЛ забросил одну шайбу и отдал три голевые передачи. Также дебютировал в плей-офф НХЛ, где отметился ещё одной заброшенной шайбой.
Впоследствии ещё два года находился в системе «Миннесоты», выступил ещё в двух матчах НХЛ в сезоне 1980/81, но пробиться в основной состав так и не смог.
В 1982 году Флокхарт подписал контракт с «Чикаго Блэкхокс», однако сыграть в НХЛ ему больше не довелось. Некоторое время он выступал за «Нашвилл Саут Старз» из Центральной хоккейной лиги, «Спрингфилд Индианс» из Американской хоккейной лиги, «Толидо Гоалдиггерз» из Международной хоккейной лиги. По окончании сезона 1984/85 завершил карьеру.
Его младший брат Рон Флокхарт тоже стал профессиональным хоккеистом, в 1980-х годах успешно выступал в НХЛ.
Умер от сердечного приступа 2 января 2021 года в возрасте 64 лет.